# Circunscrições eclesiásticas católicas da Ucrânia
A Igreja Católica na Ucrânia está organizada em:
- uma província eclesiástica de rito latino liderada pelo Arcebispo Metropolitano de Lviv e composta por mais 6 dioceses sufragâneas;
- uma maior comunidade Católica de Rito Oriental composta por:
  - uma importante Igreja sui iuris, a Igreja Greco-Católica Ucraniana;
  - dioceses Católicas Rutenas (rito bizantino) e Católicas Arménias (rito arménio)

Também há um Núncio Apostólico em Lviv.

## Sínodo da Igreja Greco-Católica Ucraniana

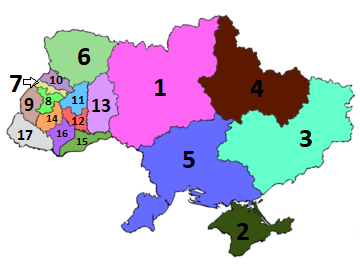
Eparquias da Igreja Greco-Católica Ucraniana: 1. Arquieparquia de Kiev; 2. Exarcado Arquiepiscopal Católico Ucraniano de Krym; 3. Exarcado Arquiepiscopal Católico Ucraniano de Donetsk; 4. Exarcado Arquiepiscopal Católico Ucraniano de Kharkiv; 5. Exarcado Arquiepiscopal Católico Ucraniano de Odessa; 6. Exarcado Arquiepiscopal Católico Ucraniano de Lutsk; 7. Arquieparquia de Lviv dos Ucranianos; 8.Eparquia Católica Ucraniana de Stryi; 9. Eparquia Católica Ucraniana de Sambir-Drohobych; 10.Eparquia Católica Ucraniana de Sokal-Zhovkva; 11. Arquieparquia Católica Ucraniana de Ternopil-Zboriv; 12. Eparquia Católica de Buchach; 13. Eparquia Católica Ucraniana de Kamyanets-Podilskyi; 14. Arquieparquia Católica Ucraniana de Ivano-Frankivsk; 15. Eparquia Católica Ucraniana de Chernivtsi; 16. Eparquia Católica Ucraniana de Kolomyia; 17.Eparquia Greco-Católica de Mukachevo

## Sínodo da Igreja Greco-Católica Ucraniana[1][2]

### Eparquias da Igreja Greco-Católica Ucraniana[3]

#### Eparquias Greco-Católicas Ucranianas
- Arquieparquia Maior de Kiev-Aliche, a Arquieparquia Maior e sede da Igreja sui iuris
  - Arquieparquia de Kiev
  - Exarcado Arquiepiscopal Católico Ucraniano de Krym (na Crimeia)
  - Exarcado Arquiepiscopal Católico Ucraniano de Donetsk
  - Exarcado Arquiepiscopal Católico Ucraniano de Kharkiv
  - Exarcado Arquiepiscopal Católico Ucraniano de Lutsk
  - Exarcado Arquiepiscopal Católico Ucraniano de Odessa
- Arquieparquia de Lviv dos Ucranianos
  - Eparquia Católica Ucraniana de Stryi
  - Eparquia Católica Ucraniana de Sambir-Drohobych
  - Eparquia Católica Ucraniana de Sokal-Zhovkva
- Arquieparquia Católica Ucraniana de Ternopil-Zboriv
  - Eparquia Católica de Buchach
  - Eparquia Católica Ucraniana de Kamyanets-Podilskyi
- Arquieparquia Católica Ucraniana de Ivano-Frankivsk
  - Eparquia Católica Ucraniana de Chernivtsi
  - Eparquia Católica Ucraniana de Kolomyia

#### Eparquia Greco-Católica Rutena
- Eparquia Greco-Católica de Mukachevo

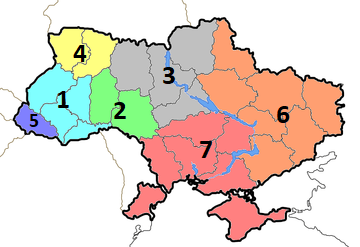
Dioceses latinas na Ucrânia: 1. Arquidiocese de Lviv; 2. Diocese de Kamyanets-Podilskyi; 3. Diocese de Kyiv-Zhytomyr; 4. Diocese de Lutsk; 5. Diocese de Mukachevo; 6. Diocese de Kharkiv-Zaporizhzhia; 7. Diocese de Odessa-Simferopol

## Conferência Episcopal Ucraniana[1][2]

### Dioceses latinas[4]
- Arquidiocese de Lviv
  - Diocese de Kamyanets-Podilskyi
  - Diocese de Kyiv-Zhytomyr
  - Diocese de Lutsk
  - Diocese de Mukachevo
  - Diocese de Kharkiv-Zaporizhzhia
  - Diocese de Odessa-Simferopol

## Igreja Católica Arménia

### Eparquias de rito arménio
- Arquieparquia Católica Arménia de Lviv